# Edisto-Gletscher
Der Edisto-Gletscher ist ein Gletscher an der Borchgrevink-Küste des ostantarktischen Viktorialands. Er fließt am Isthmus der Hallett-Halbinsel in nordöstlicher Richtung zum Edisto Inlet, das er zwischen Felsite Island und dem Gebirgskamm Redcastle Ridge erreicht.
Teilnehmer der New Zealand Geological Survey Antarctic Expedition (1957–1958) benannten ihn nach der USCGC Edisto, einem Schiff der Operation Highjump (1946–1947), welches als erstes das Edisto Inlet befuhr.